# シリ・アダド
シリ・アダド（Silli-Adad）は、古代メソポタミアの都市国家・ラルサの王。

## 略歴
シリ・アダドの治世は紀元前1771年から紀元前1770年と1年未満であった。
年表には「王権を剥奪された」「もはや王ではなかった」と記録されている。ワラド・シンが次のラルサの王となった。